# مدرسة تزلج

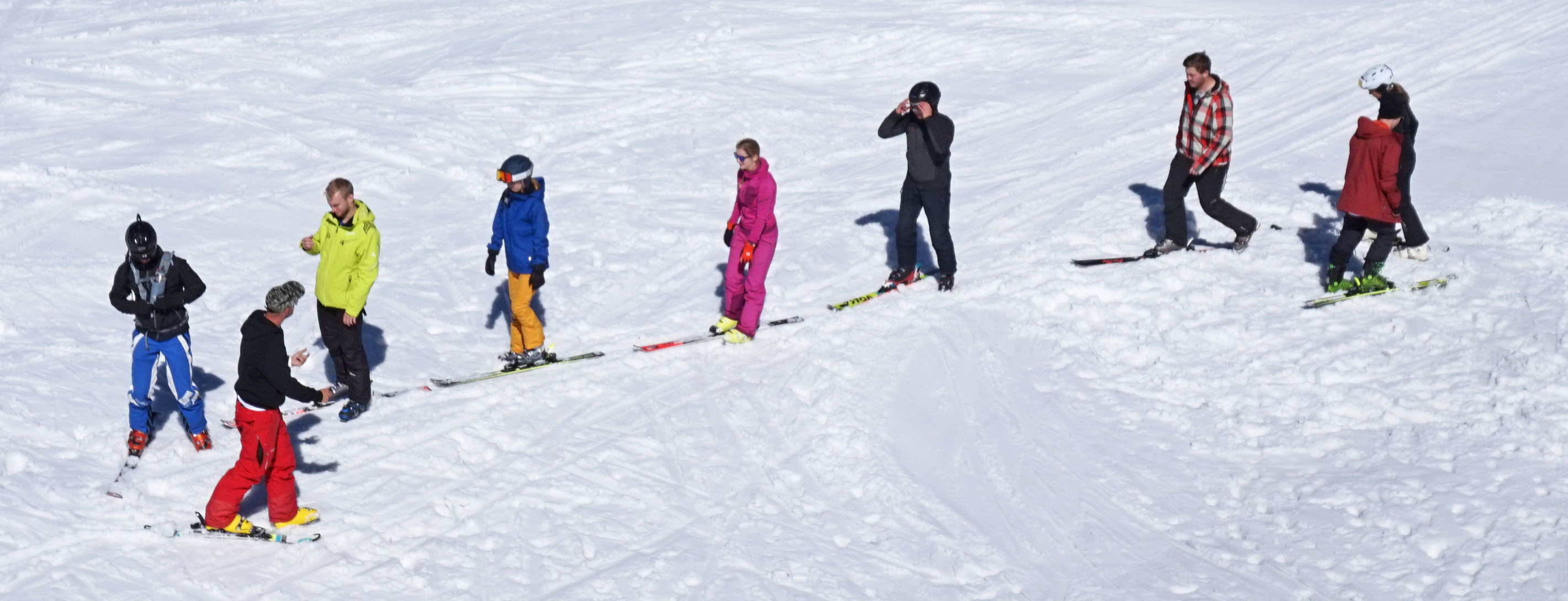
درس تزلج

مدرسة التزلج هي مؤسسة تعليم التزلج يغلب أن تكون في منتجع للتزلج. اخترع رائد التزلج النمساوي هَينس شنَيدر النسخة الحديثة من مدرسة التزلج في أوائل عشرينيات القرن الماضي عندما صاغ طرق التدريس ووضع مبادئ تدريس لجميع مدربي التزلج في مدرسته.